# Viborg
Viborg è una cittadina danese situata nella regione dello Jutland Centrale. La città è il capoluogo del comune omonimo nonché capoluogo della regione dello Jutland Centrale.
La città si trova circa 60 km a nordovest di Aarhus, la parte storica della città si trova sulla riva sinistra dei due laghi Nørresø e Søndersø.
Il nome deriva dall'antico nome Vvibiærgh derivante dall'unione del termine in danese antico wī, santuario pagano e -bjerg, collina, in seguito divenuto -borg.

## Monumenti e luoghi di interesse
Nella parte orientale del centro storico si trova la Cattedrale di Nostra Signora, (Viborg Domkirke), dell'edificio originario risalente al XII/XIII secolo rimane la cripta, il resto della chiesa caduta in rovina in seguito a diversi incendi è stato ricostruito a partire dal 1863 in stile neo-romanico. 
Poco distante dalla cattedrale si trova la Sortebrødre Kirke, un tempo parte di un monastero domenicano del XIII secolo. Anche questa chiesa fu distrutta dall'incendio del 1726 che devastò la città. All'interno un armadio altare in legno di origine fiamminga del 1520. La torre campanaria aggiunta nel 1876 dall'architetto Hermann Baagøe Storck.